# مانولو پسترین
مانولو پسترین (انگلیسی: Manolo Pestrin؛ زادهٔ ۱۳ اکتبر ۱۹۷۸) بازیکن فوتبال اهل ایتالیا است.
از باشگاه‌هایی که در آن بازی کرده‌است می‌توان به باشگاه فوتبال آسکولی، باشگاه ورزشی لاتزیو، باشگاه فوتبال تورینو، باشگاه فوتبال مسینا، باشگاه فوتبال کرمونزه، باشگاه فوتبال ویرتوس لانچانو، باشگاه فوتبال سالرنیتانا، باشگاه فوتبال فروزینونه، باشگاه فوتبال چزنا، و باشگاه فوتبال پالرمو اشاره کرد.